# 김성환 (1957년)
김성환(金成煥, 1957년 11월 21일, 강원특별자치도 원주시 ~ )은 대한민국의 제4·5·6대 서울특별시 노원구의원이다. 서울 노원구 상계동에 거주한다.

## 경력
- 국제승공연합 청년회장
- 민주자유당 하계2동 협의회장
- 민주자유당 제14대 대통령선거 대책위원
- 하계2동 자율방법대장
- 한나라당 하계2동 협의회 회장
- 하계2동 주민자치센터 간사
- 하계2동 바르게살기위원회 위원장
- 한나라당 서울시당 노원구 갑 지구당 수석부위원장
- 한나라당 서울시당 사회복지위원회 부위원장
- 한나라당 중앙위원회 노원구 을 지회장
- 한나라당 중앙위원회 건설분과위원
- 도시건설 심의위원
- 공동주택관리지원 심의위원
- 노인복지기금 운영 심의위원
- 어린이도서관 운영 심의위원
- 쓰레기 소각장 협의체 위원
- 민주평화통일자문위원회 위원
- 서울특별시 노원구 바르게살기협의회 부회장
- 하계2동 주민자치위원회 고문
- 하계2동 방위협의회 고문
- 2002.07 ~ 2006.06 제4대 서울특별시 노원구의회 의원
- 2002.07 ~ 2004.07 제4대 서울특별시 노원구의회 전반기 운영위원회 부위원장
- 2006.07 ~ 2010.06 제5대 서울특별시 노원구의회 의원
- 2006.07 ~ 2008.07 제5대 서울특별시 노원구의회 전반기 운영위원회 위원장
- 제5대 서울특별시 노원구의회 통합방위협의회 위원
- 2008.07 ~ 2010.06 제5대 서울특별시 노원구의회 후반기 의장
- 2010.07 ~ 2011.05 제6대 서울특별시 노원구의회 의원
- 2010.07 ~ 2011.05 제6대 서울특별시 노원구의회 도시환경위원회 위원

## 수상
- 1990.12 봉사 표창장 구청장
- 1991.04 봉사 표창장 구청장
- 1992.09 공로 표창장 민주자유당 김영삼 총재
- 2001.06 공로 표창장 구청장

## 역대 선거 결과
|  | 54.38% |

|  | 35.31% |

|  | 32.07% |